# فدریکو کیه‌زا
فدریکو کیه‌زا (ایتالیایی: Federico Chiesa)؛ (زادهٔ ۲۵ اکتبر ۱۹۹۷) بازیکن فوتبال اهل ایتالیا است که برای باشگاه لیورپول بازی می‌کند.وی فرزند انریکو کیه زا و همچنین برادر لورنزو کیه زا میباشد

## آمار ملی

### بازی‌های ملی
تا تاریخ ۲۰ نوامبر ۲۰۲۳
| ایتالیا | ایتالیا | ایتالیا | ایتالیا |
| سال     | بازی    | گل      | پاس گل  |
| ------- | ------- | ------- | ------- |
| ۲۰۱۸    | ۱۱      | ۰       | ۲       |
| ۲۰۱۹    | ۶       | ۱       | ۳       |
| ۲۰۲۰    | ۴       | ۰       | ۰       |
| ۲۰۲۱    | ۱۷      | ۳       | ۲       |
| ۲۰۲۲    | ۲       | ۰       | ۰       |
| ۲۰۲۳    | ۴       | ۳       | ۰       |
| مجموع   | ۴۴      | ۷       | ۷       |

### گل‌های ملی
| شماره | تاریخ          | میزبان  | بازی ملی | حریف      | نتیجه | رقابت                             |
| ----- | -------------- | ------- | -------- | --------- | ----- | --------------------------------- |
| ۱     | ۱۸ نوامبر ۲۰۱۹ | پالرمو  | ۱۷       | ارمنستان  | ۹–۱   | مقدماتی جام ملت‌های اروپا ۲۰۲۰     |
| ۲     | ۲۶ ژوئن ۲۰۲۱   | لندن    | ۲۹       | اتریش     | ۲–۱   | جام ملت‌های اروپا ۲۰۲۰             |
| ۳     | ۶ ژوئیه ۲۰۲۱   | لندن    | ۳۱       | اسپانیا   | ۱–۱   | جام ملت‌های اروپا ۲۰۲۰             |
| ۴     | ۲ سپتامبر ۲۰۲۱ | فلورانس | ۳۳       | بلغارستان | ۱–۱   | مقدماتی جام جهانی ۲۰۲۲            |
| ۵     | ۱۸ ژوئن ۲۰۲۳   | انسخده  | ۴۲       | هلند      | ۳–۲   | مرحله نهایی لیگ ملت‌های اروپا ۲۰۲۳ |
| ۶     | ۱۷ نوامبر ۲۰۲۳ | رم      | ۴۳       | مقدونیه   | ۵–۲   | مقدماتی جام ملت‌های اروپا ۲۰۲۴     |
| ۷     | ۱۷ نوامبر ۲۰۲۳ | رم      | ۴۳       | مقدونیه   | ۵–۲   | مقدماتی جام ملت‌های اروپا ۲۰۲۴     |